# Adiantum excisum
Adiantum excisum är en kantbräkenväxtart som beskrevs av Kze. Adiantum excisum ingår i släktet Adiantum och familjen Pteridaceae. Inga underarter finns listade.